# Al-Abbas ibn al-Ma'mun
Al-Abbas ibn al-Ma'mun (mort en 838) est un prince abbasside et un général, fils du calife Al-Ma'mūn. Il participe activement aux guerres byzantino-arabes mais son oncle, Al-Mu'tasim, lui est préféré pour succéder à Al-Ma'mun. En 838, il est arrêté pour conspiration contre ce dernier et décède en prison.

## Biographie
Abbas est le fils d'Al-Ma'mun et de sa concubine, Sundus. En 828-829, il est nommé comme gouverneur de la Jazira, la Haute-Mésopotamie, région de la frontière avec l'Empire byzantin. Il se distingue alors durant plusieurs expéditions contre celui-ci. Au cours de l'été 830, il dirige une campagne contre les Khurramites, des rebelles basés en Azerbaïdjan. Il est accompagné par des prisonniers byzantins conduits par Manuel l'Arménien, un important général byzantin qui s'est réfugié auprès du calife et qui pourrait bien avoir été le véritable chef de cette armée, étant donné sa grande expérience. Abbas sort victorieux de cette campagne et, sur le chemin du retour, passe à proximité de la frontière byzantine, à Adata. Dans le même temps, Manuel est parvenu à gagner sa confiance et le convainc de franchir la frontière pour lancer un raid contre les terres byzantines. Une fois en territoire impérial, Manuel profite d'une partie de chasse pour désarmer Abbas et sa suite et faire défection. Il rejoint l'Empire byzantin après plusieurs prisonniers, tandis qu'Abbas et ses hommes se replient avec le reste de leur armée.
L'année suivante, Al-Abbas accompagne son père et son oncle lors d'une expédition de grande envergure contre l'Anatolie byzantine. L'armée arabe franchit les portes ciliciennes et prennent Héraclée Cybistre au début du mois de juillet. Ensuite, elle se divise en trois corps, dirigés chacun par le calife, son frère et Al-Abbas, pour dévaster la Cappadoce. Cependant, cette région a déjà durement souffert de raids arabes par le passé et a peu à offrir. Al-Abbas est celui qui rencontre le plus de résistance puisque l'empereur Théophile s'oppose à lui, ce qui donne lieu à une escarmouche remportée par les Arabes. En 833, Al-Abbas prend de nouveau part à une grande expédition dirigée par son père. Cette fois, Al-Ma'mun veut menacer Constantinople et s'implanter durablement en Asie Mineure, en y installant des colons. Néanmoins, il meurt au début de l'été, ce qui met un terme à ce projet. 
Dès qu'il apprend que son père est malade, Al-Abbas se précipite à son chevet, où il est rejoint par son oncle, Al-Mu'tasim. Il considère qu'en tant que fils du calife et déjà impliqué dans des campagnes militaires, il est le mieux placé pour prendre la succession. Néanmoins, Al-Mu'tasim est un sérieux prétendant. Selon Al-Tabari, Al-Ma'mun lui aurait donné sa préférence sur son lit de mort. Al-Abbas ne tarde pas à s'incliner et à lui jurer allégeance, semble-t-il au grand dam de certains des membres de l'armée prêts à le déclarer calife. 